# ストリートフード

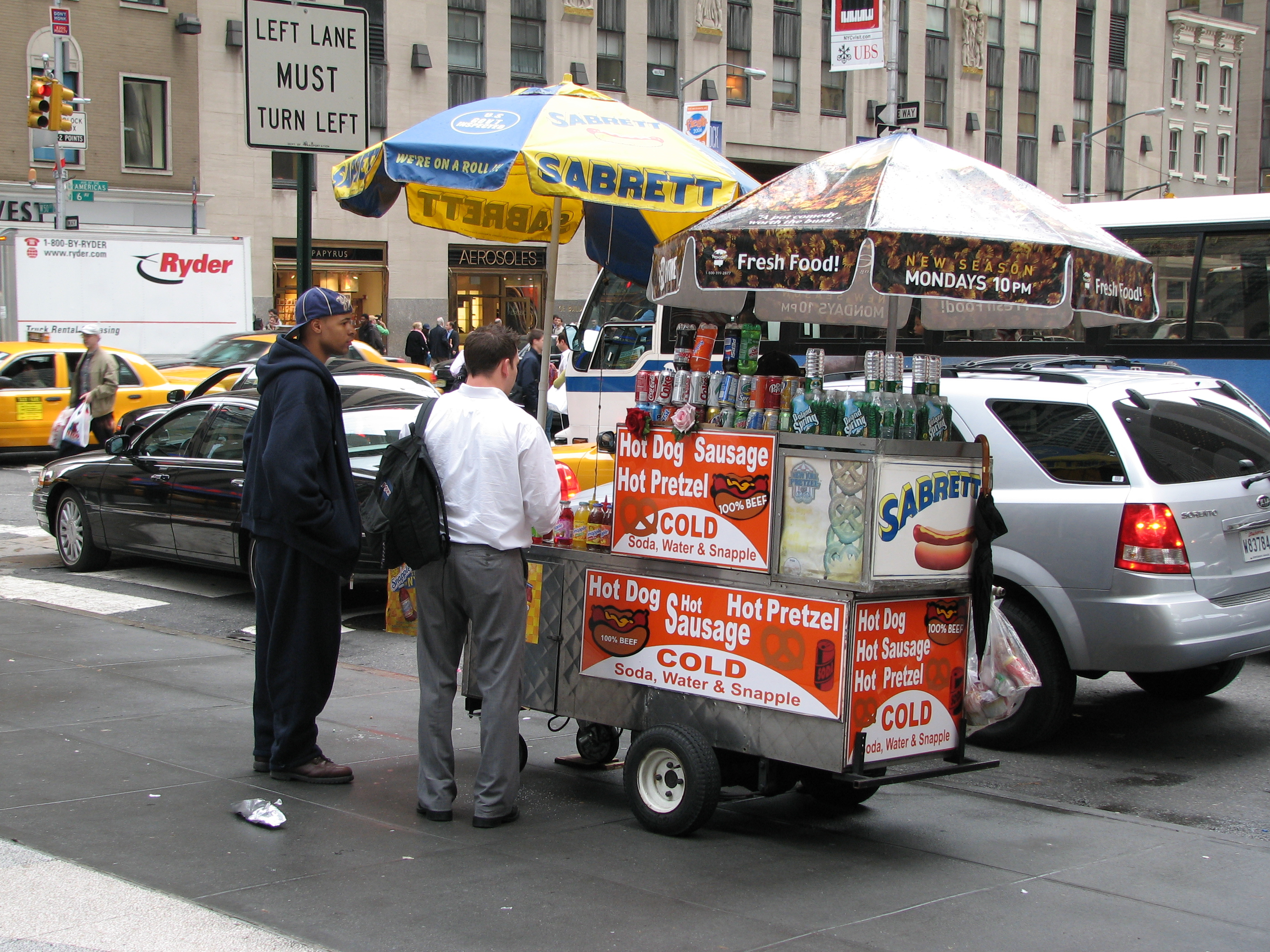
ニューヨークシティのストリートフード

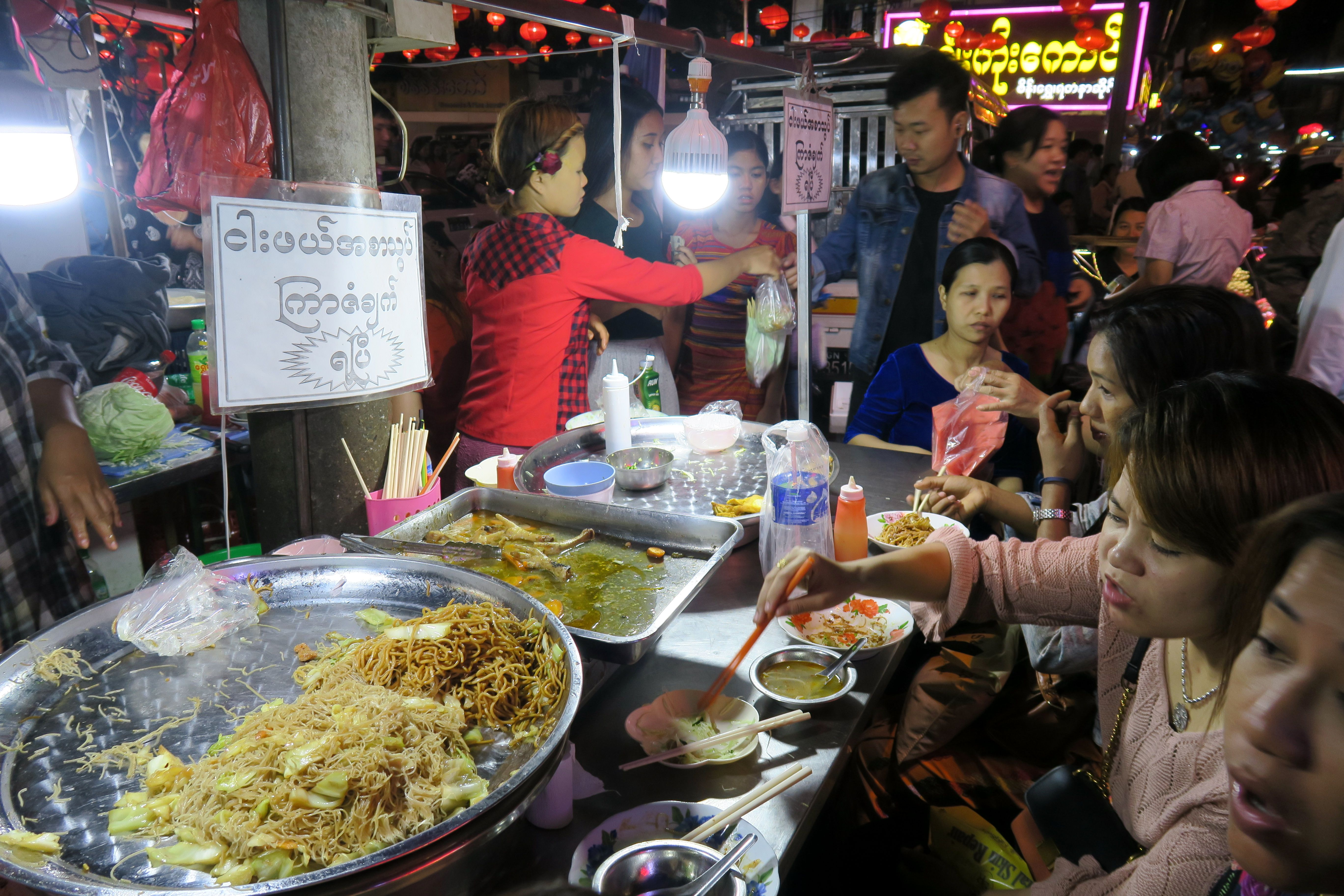
ミャンマーのヤンゴンのストリートフード

ストリートフード（英語: Street food）、すなわち屋台の食べ物は市場、祭り、公園などの公共の場所で行商人や売り手によって販売される食べ物である。

## 概要
多くの場合、移動式の屋台、またはフードトラックで販売され、その場で直ぐに食べるのが通例である。
屋台の食べ物には地域限定のもの(ご当地屋台)もあるが、それが生まれた土地を超えて様々な土地に広まっているものも多い。ほとんどの屋台の食べ物はフィンガーフード(指で摘んで食べる一口分の食べ物)とファーストフードの両方に分類され、一般的にはレストランの食事よりも安価である。ストリートフードの種類は、世界中のさまざまな国の地域や文化によって異なってくる。国連食糧農業機関の2007年の調査によると、25億人が毎日屋台の食べ物を食べていると言われる。一部の文化圏では、食べながら路上を歩くのはマナーに反するとみなされるが、特に発展途上国の低所得から中所得の消費者の大多数は、日々の栄養と仕事の機会のために、屋台の食べ物はすぐ食べられて、値段も安いので頼りがちである。
今日の政府やその他の組織は、屋台の食べ物の社会経済的重要性とそれに伴うリスクの両方にますます懸念を抱くようになってきている。これらのリスクには、食品の安全性、衛生、公共または私有地の違法使用、社会問題、交通渋滞が含まれている。

## 歴史

### ヨーロッパ
古代ギリシャでは、揚げた小魚が屋台の食べ物だった。しかし、ギリシャの哲学者テオプラストスは屋台の食べ物の習慣を軽視していた。ポンペイの発掘調査中に、多数の屋台屋があった証拠が発見された。屋台の食べ物は、オーブンや炉のない長屋に住む古代ローマの貧しい都市住民に広く親しまれていた。ひよこ豆のスープとパンと穀物のパスタは一般的な食事だった。
14世紀後半にフィレンツェ人の旅行者が報告しているところによると、カイロでは人々が生皮で作ったピクニック用の布を路上に広げ、その上に座りながら、屋台で買ったラム肉のケバブや米、フリッターなどの食事を食べていたという。ルネサンス期のトルコでは、多くの交差点で、串焼きにした鶏肉やラム肉などの「香ばしい熱い肉の一口」を売る屋台が立っていた。1502年、オスマン帝国のトルコは、屋台の食べ物の販売を法律で定め、標準化した最初の国となった。
19世紀、トランシルバニアの屋台では、ジンジャーブレッドナッツ、コーンを混ぜたクリーム、ベーコンなどの肉類を、炭火で熱した陶器の容器で揚げたものを売っていた。ジャガイモの細切りを揚げたフライドポテトは、1840年代のパリの屋台料理として始まったと考えられる。ビクトリア朝時代のロンドンの屋台料理には、トライプ、エンドウ豆のスープ、バター漬けのエンドウ豆のさや、ツブ貝、エビ、ウナギのゼリー寄せなどがあった。

### 南北アメリカ
アステカの市場には、アトーレ（「トウモロコシの生地で作った粥」）などの飲み物や、約50種類のタマーレ（七面鳥、ウサギ、ホリネズミ、カエル、魚の肉から果物、卵、トウモロコシの花まで）、昆虫やシチューを売る商人がいた。スペインによる植民地化によって、小麦、サトウキビ、家畜などのヨーロッパの食料がペルーに持ち込まれたが、ほとんどの庶民は主に伝統的な食事を続けた。輸入品は、例えば露天商が売るグリルした牛の心臓など、彼らの食生活の限界でのみ受け入れられた。
リマの19世紀の露天商の中には、「黒人のサンゴ売りエラスモ」やナ・アガルディテなど、今日でも人々の記憶に残っている人もいる。アメリカ植民地時代、露天商は、あらゆる階層の人々に、牡蠣、焼きトウモロコシ、果物、お菓子を低価格で販売していた。特に牡蠣は、乱獲と汚染により価格が高騰した1910年頃まで、安価で人気の屋台料理だった。
ニューヨーク市の露天商は、かなりの抵抗に直面した。以前の規制により営業時間が制限された後、1707年までにニューヨーク市では屋台料理の売店は完全に禁止された。18、19世紀のアメリカでは、多くのアフリカ系女性が屋台料理を売って生計を立てており、サバンナでは果物、ケーキ、ナッツ、ニューオーリンズではコーヒーのほか、ビスケットやプラリネといったお菓子を販売していた。クラッカー・ジャックは、シカゴ万国博覧会の数多くの屋台料理の展示品の1つとして始まった。

### アジア

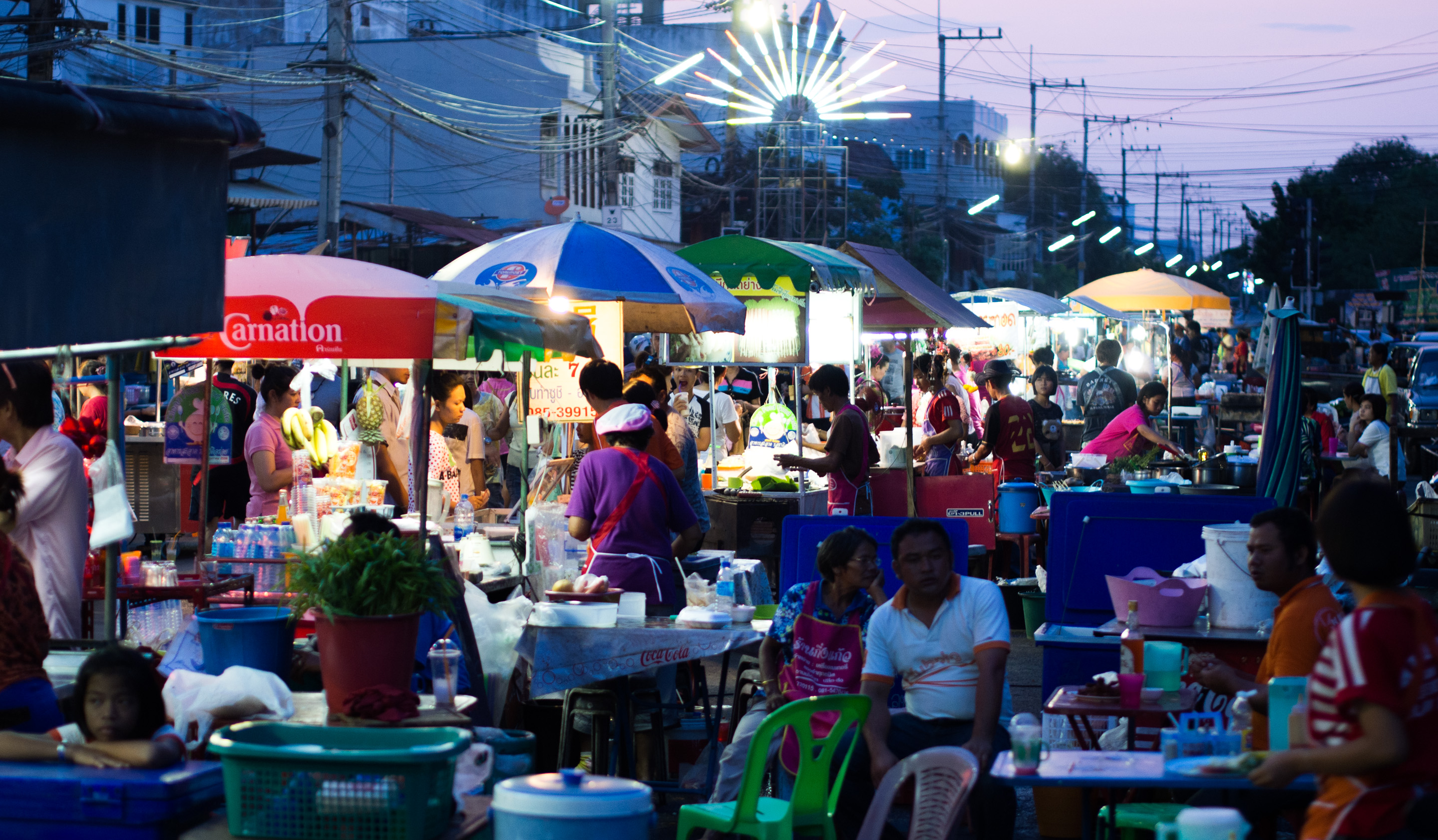
タイのヤソートーン ・ロケット祭りでは、通り全体が屋台で埋め尽くされる

中国における屋台の食べ物の販売は数千年も前から行われ、唐の時代には中国の食文化の不可欠な部分となっていた。古代中国では、屋台の食べ物は一般的に貧しい人々を対象としていたが、裕福な住民は召使に屋台の食べ物を買わせ、持ち帰って自宅で食べるようにさせた。屋台の食べ物は中国の料理において今も大きな役割を果たしており、地域の屋台の食べ物はグルメ観光への強い関心を生み出している。華僑により、中国の屋台の食べ物はアジア全域の他の料理に大きな影響を与え、屋台の食べ物文化という概念を他国にもたらした。東南アジアの屋台の食べ物文化は、19世紀後半に中国から輸入された苦力労働者によって確立された。ラーメンは、もともと100年ほど前に中国人移民によって日本に持ち込まれたもので、労働者や学生の屋台料理として始まったものである。しかし、すぐに「国民食」(national dish)となり、地域によってもさまざまなバリエーションが生まれた。
屋台の食べ物はタイの華人の間では一般的に売られていたが、1960年代初頭までタイ人の間で人気はなかった。急速な都市の人口増加が屋台の食べ物文化を刺激し、1970年代までには「家庭料理(home-cooking)に取って代わった」。その結果、多くのタイの屋台の食べ物は中国料理に由来するか、中国料理の影響を強く受けている。タイの都市部居住者の約76％が定期的に屋台の食べ物屋を訪れている。タイの観光産業の台頭も、タイの屋台料理の人気に貢献している。タイの103,000の屋台だけで、2017年には2,700億バーツの収益を生み出した。
タイの高等教育・科学・研究・イノベーション大臣のスウィット・メーシンシーは、タイの屋台料理部門が2020年以降、年間6～7％成長すると予想している。複数の研究によると、屋台で売られている食品の汚染はレストランの汚染と同レベルであることが明らかになっている。バンコクの人口800万人のうち、推定2％、つまり16万軒の屋台が屋台料理を提供している。

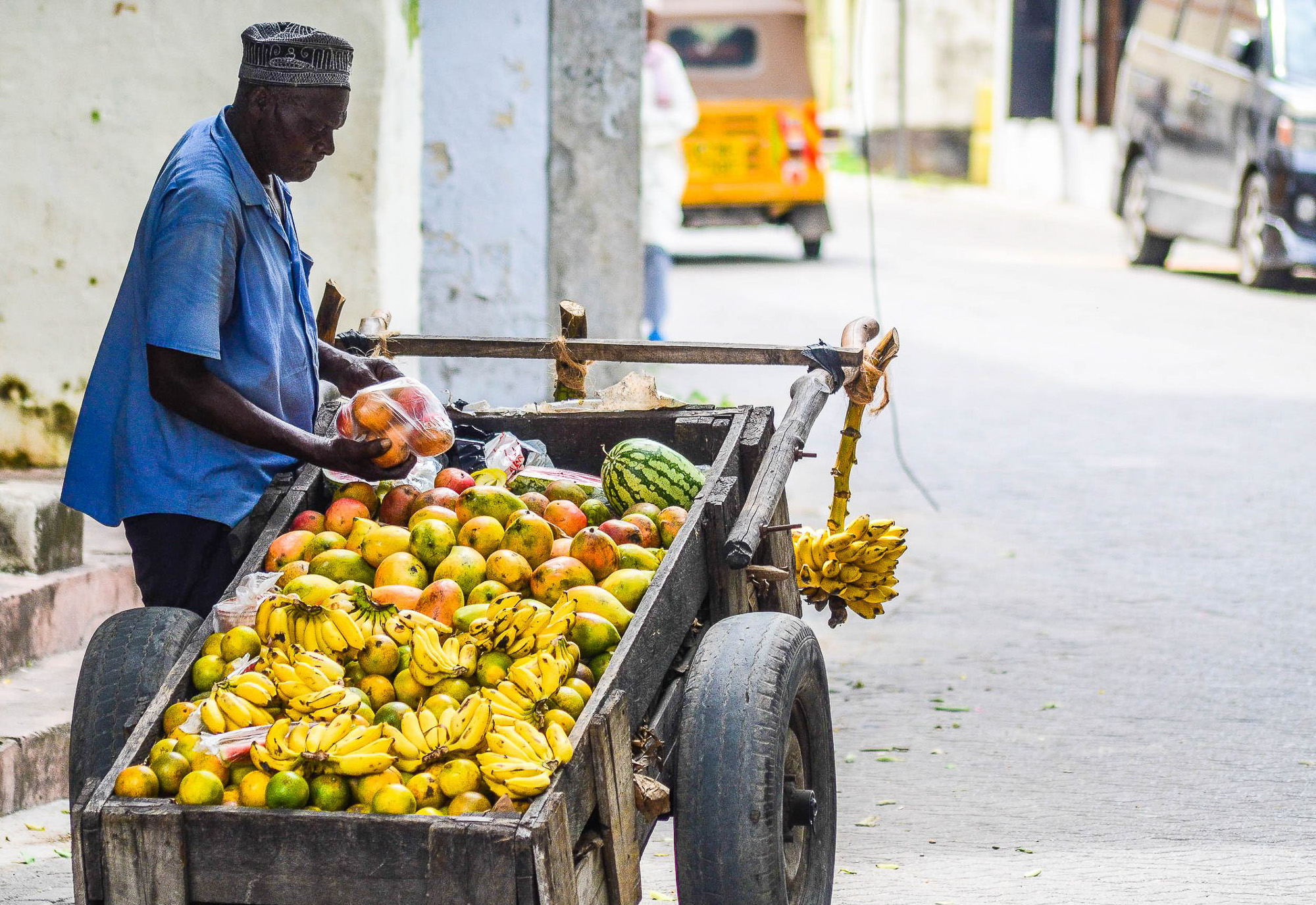
ザンジバルの果物売り

古代インドの政治論書、実利論(アルタシャーストラ)には、古代インドの食料品商人について記されている。ある規定では、「米、酒、肉を商う者」は都市の南部に住むべきとされている。別の規定では、倉庫の管理者は「米や餅を作る者」にふすまや小麦粉の余剰を与えてもよいとされており、都市の管理者に関する規定では「肉や米を売る者」について言及されている。
インドのデリーでは、王様たちが路上のケバブの屋台を訪れていたと言われており、その屋台は現在も営業している。植民地時代には、イギリス人の顧客を念頭に置いたフュージョン屋台料理が生まれた。
インドネシア、特にジャワ島では、食べ物や飲み物を運ぶ行商人が長い歴史を持っており、9世紀の寺院のレリーフに描かれているほか、14世紀の碑文にも職業として記されている。インドネシアでは、屋台の食べ物はカートや自転車で売られている。19 世紀頃のオランダ領東インド植民地時代には、サテやダウェット（チェンドル）の屋台など、いくつかの屋台の食べ物が開発され、記録されている。インドネシアの活発な屋台の食べ物文化の現在の急増は、ここ数十年の大規模な都市化によって食品サービス部門にチャンスが開かれたことによる。これは、特にジャカルタ首都圏、バンドン、スラバヤなどの急速に拡大している都市圏で起こった。
シンガポールには、伝統的な屋台商売から発展したホーカーセンターが数多くあり、2020年12月16日にユネスコの無形文化遺産に登録された。